# Juillet 1953
Cette page présente les faits marquants du mois de juillet 1953.

## Évènements
- France : enquête parlementaire sur le trafic de piastres.

- 2 juillet : démission forcée de Mátyás Rákosi, premier ministre de la république populaire de Hongrie. Il conserve son poste de secrétaire général du Parti des travailleurs hongrois.

- 3 juillet : premier vol attaché du Rolls-Royce Thrust Measuring Rig, banc d'essai volant ADAV.

- 4 juillet : le nouveau Premier ministre hongrois, Imre Nagy, annonce un « nouveau cours politique pour son pays ». Le nouveau gouvernement hongrois libéralise certains aspects de sa politique. Imre Nagy lance un nouveau programme économique moins strict (développement de l’agriculture et des industries de biens de consommation, arrêt de la collectivation forcée) et le gouvernement accorde l’amnistie à certains prisonniers et supprime les camps d’internement. Les réformistes se heurtent aux staliniens au sein du parti que Rákosi continue de diriger.

- 5 juillet (Formule 1) : victoire du Britannique Mike Hawthorn sur une Ferrari au Grand Prix automobile de France.

- 6 juillet : érection du diocèse de Yarmouth en Nouvelle-Écosse.

- 11 juillet : Adib Chichakli est élu président de la république de Syrie avec 99,6 % des voix.
  - Chichakli propose l’ouverture de négociations secrètes avec Israël. Il accepte la réinstallation de 80 000 réfugiés palestiniens en Syrie et suggère un partage de la zone démilitarisée du lac de Tibériade. Israël refuse ce compromis qui permettrait un retour de la Syrie dans la zone du Jourdain.

- 13 juillet : ouverture du Festival de Stratford du Canada.

- 14 juillet : Manifestation en France : sept morts par balles dont six Algériens, Place de la Nation à Paris, lors de la manifestation contre le colonialisme en Algérie.

- 15 juillet : les fractions du yen japonais sont officiellement abolies.

- 16 juillet : le lieutenant-colonel Williams F. Barnes bat le record du monde de vitesse à bord d'un F-86D Sabre en atteignant lavitesse de 1 151,88 km/h[1].

- 18 juillet (Formule 1) : Grand Prix automobile de Grande-Bretagne.

- 22 juillet, France : création à Saint-Céré du mouvement de Pierre Poujade.

- 24 juillet - Guerre d'Indochine : à Paris, le Comité de Défense nationale approuve le Plan Navarre[2].

- 25 juillet - 1er aout : le 38e congrès mondial d’espéranto a lieu à Zagreb.

- 26 juillet : grèves étudiantes à Cuba. Attaque manquée de la caserne de Moncada dans le sud-est, à Santiago de Cuba, par Fidel Castro et 165 jeunes partisans.

- 27 juillet : 
  - Armistice en Corée consacrant le statu quo ante[3]. Les États-Unis ont perdu 30 000 hommes et 115 000 ont été blessés.
  - En Corée, signature de l'armistice de Panmunjeom, sur la ligne de démarcation entre les représentants de l’ONU, ceux de la Chine et de la Corée du Nord, qui marque la fin de la guerre de Corée. La Corée du Sud s'oppose au texte qui reconnaît la partition. Un gouvernement militaire mené par Park Chung-hee gouverne par décret la Corée du Sud jusqu’en octobre 1963.

## Naissances
- 1er juillet : Jadranka Kosor, femme politique croate, vice-présidente du parlement de Croatie.
- 2 juillet : Brian Clarke, peintre, dessinateur, sculpteur, graveur et artiste architectonique anglais († 1er juillet 2025).
- 3 juillet : Dave Lewis, ancien joueur professionnel de hockey.
- 6 juillet : 
  - Reneta Indjova, femme politique bulgare, premier ministre de la Bulgarie.
  - Robert Ménard, journaliste, essayiste et homme politique français.
- 9 juillet : Margie Gillis, danseuse et chorégraphe.
- 10 juillet : 
  - Françoise Bettencourt Meyers, femme d'affaires française.
  - Ahmed Attaf, homme politique et diplomate algérien.
- 11 juillet :
  - Leon Spinks, boxeur américain.
  - Michel Kasser, géodésien et géomaticien français et suisse.
  - Paul Weiland, réalisateur britannique.
- 14 juillet : 
  - Dorothée, chanteuse et animatrice TV française pour enfants.
  - Didier Marouani, chanteur, auteur-compositeur français.
- 15 juillet : Mila Mulroney, femme du 18e premier ministre du Canada Brian Mulroney.
- 17 juillet : Chiau Wen-Yan, législateur et homme politique taïwanais.
- 18 juillet : Jean-Louis Faure, acteur français spécialisé dans le doublage († 27 mars 2022).
- 19  juillet : Howard Schultz, ancien président du groupe Starbucks.
- 23 juillet : Claude Barzotti, chanteur de variétés italo-belge († 24 juin 2023).
- 25 juillet : Barbara Haworth-Attard, auteure.
- 29 juillet : Geddy Lee, chanteur.
- 30 juillet : Aleksandr Balandin, cosmonaute russe.

## Décès
- 3 juillet : Gaston Rebry, coureur cycliste belge (° 26 janvier 1905)